# Peña Negra (sierra del Co)
Peña Negra es el pico más alto de la sierra del Co con 1353 metros sobre el nivel del mar. Está situado en la provincia de Málaga, España.
Es una de las dos cimas de la sierra del Co, situada entre la sierra de las Cabras y la sierra de Camarolos, pertenecientes al Arco Calizo Central. Está formado por calizas jurásicas, con una composición similar al Torcal de Antequera, pero sin unas formaciones tan caprichosas. La vegetación es escasa debido a lo escarpado de sus laderas. En la base se desarrolla un  acebuchar entremeclado con olivos de plantación, mientras que en la parte superior hay encinas dispersas. La cima es un área plana y alargada sin apenas otras alturas cercanas. 